# Indokínai leopárd
Az indokínai leopárd (Panthera pardus delacouri) a ragadozók (Carnivora) rendjébe és a macskafélék (Felidae) családjába tartozó leopárd (Panthera pardus) egy alfaja.

## Elterjedése
Délkelet-Ázsia kontinentális területén fordul elő, Mianmarban, Thaiföldön, Malajziában, Kambodzsában, Laoszban, Vietnámban és Kína déli részén.

## Megjelenése
Az indokínai leopárdok körében különösen gyakoriak a melanisztikus egyedek, a fekete párducok. E tekintetben a Kra-földhíd határnak számít: ettől délre 1996 és 2009 között kizárólag fekete példányokat észleltek, míg ettől északra a foltosság jellemző. A fekete egyedek gyakorisága azzal magyarázható, hogy ezek a sötét trópusi esőerdőkben szelekciós előnyben vannak a foltos egyedekkel szemben.

## Természetvédelmi helyzete
A legfőbb veszélyt az erdőirtás általi élettérpusztulás, és a zsákmányállataira irányuló orvvadászat jelenti, továbbá a kereskedelmi célú vadászatuk. Mára populációjuk felaprózódott, és kis, egymástól elkülönülő területekre szorult vissza, ami tovább nehezíti fennmaradásukat. Létszámuk egyre csökken a védett területeken kívül.